# Sprejové sušení

Schéma laboratorního přístroje na sprejové sušení

Sprejové sušení je metoda získávání suché práškovité látky z kapaliny nebo kašovité hmoty rychlým vysoušením pomocí horkého plynu. Tato metoda je využívána zejména k sušení mnohých materiálů citlivých k vyšším teplotám, jako jsou například potraviny nebo léčiva. Sprejové sušení též slouží k získávání katalyzátorů, neboť umožňuje získání materiálu o stejnoměrné zrnitosti. Jako plyn je nejčastěji používán vzduch, u hořlavých materiálů a látek citlivých na oxidaci se používá dusík.
Všechna zařízení používají k disperzi kapaliny na kapénky určité velikosti nějaký typ rozprašovače. Nejběžnější typ má jednu vysokotlakou trysku a otočný disk. V některých případech se používají ultrazvukové trysky. Velikost výsledných kapének je v závislosti na použité technologii v rozpětí 10 až 500 µm.